# Josep Maria Felip i Sardà
Josep Maria Felip i Sardà   (Reus, 29 de maig de 1950) és un polític, professor universitari i funcionari públic valencià de procedència catalana. Va estar Director general a la conselleria d'Immigració de la Generalitat Valenciana entre 2007 i 2011, període pel qual va estar condemnat pel Cas Cooperació.
Llicenciat en Economia i Doctor en Dret per la Universitat de València, on ha exercit de professor als departaments de Ciència Política i Dret Constitucional. Josep Maria Felip obté la plaça de funcionari de la Generalitat Valenciana en l'etapa preautonòmica, i des de l'etapa del president Josep Lluís Albinyana ha exercit càrrecs en el gabinet de presidència de la Generalitat. El 1983, amb Joan Lerma del Partit Socialista del País Valencià (PSPV-PSOE) al capdavant del Consell de la Generalitat, passa a ser cap de gabinet. Durant aquesta etapa al govern de Lerma, Felip manté una estreta col·laboració amb el conseller Rafael Blasco. També l'any 1983 obté l'acta de regidor a l'Ajuntament d'Alfafar (l'Horta Sud) pel PSPV-PSOE i ocupa el càrrec de tinent d'alcalde.
Amb l'expulsió de Rafael Blasco del Consell i del PSPV el 1989, esquitxat per un escàndol de corrupció urbanística, Felip abandona el partit i comença a vincular-se amb altres formacions polítiques com el Bloc Nacionalista Valencià. És l'any 2007 quan torna al govern autonòmic de la mà de Blasco, ara conseller d'Immigració i Ciutadania al govern de Francisco Camps del Partit Popular (PP). Josep Maria Felip és nomenat Director general de Participació Ciutadana i va passant per altres direccions generals de la mateixa conselleria: Immigració el 2008 i Cooperació el 2011.
L'any 2010 esclata l'anomenat cas Cooperació, una trama corrupta pel qual foren desviats vora 6 milions d'euros de la Generalitat Valenciana que devien anar destinats a la cooperació amb països empobrits i que finalment anaren a parar a diverses empreses relacionades amb el conseller Blasco, que va arribar a complir pena de presó. Felip va ser condemnat per malversació, prevaricació i falsedat en document oficial, i una multa de 15.000 euros.